# Organic house
Organic house – jeden z podgatunków muzyki tanecznej house. Wywodzi się z pogranicza deep house, afro house’u i melodic house’u. Jest rodzajem muzyki elektronicznej zbliżonej do downtempo z wyraźnymi wpływami muzyki etnicznej, indyjskiej i Bliskiego Wschodu.

## Nazwa
Po raz pierwszy termin ten oficjalnie został wprowadzony przez specjalizujący się w muzyce elektronicznej sklep Beatport w czerwcu 2020, chociaż muzyka posiadająca cechy organic house była obecna już od około 2017, między innymi na znanych festiwalach takim jak Burning Man, Lightning in a Bottle czy Desert Hearts. Operatorzy Beatport wprowadzili nową kategorię jako nowy gatunek by skatalogować muzykę z gatunku house posiadającą wspólne elementy, która wcześniej trafiała do segmentów mniej dla niej charakterystycznych. W ślad za Beatport gatunek pojawił się w innych źródłach jak: amazon music, soundcloud czy last fm.

## Charakterystyka
Gatunek charakteryzuje się głębszym łagodnym brzmieniem będącym połączeniem wielowarstwowej linii perkusyjnej opierającej się w dużej mierze na brzmieniu afrykańskich bębnów takich jak bongosy czy kongi oraz nastrojowych melodii tworzonych zarówno na bazie syntezatorów, jak i tradycyjnych instrumentów – skrzypiec, wibrafonu, czy kalimby.

## Przedstawiciele gatunku
Do najpopularniejszych muzyków, których twórczość zaliczana jest do tego gatunku należą: Roy Rosenfeld, Oliver Koletzki, Moon Hooch, Joe Claussell, czy Too Many Zooz.
Do najważniejszych wytwórni promujących muzykę organic house zaliczyć można All Day I Dream oraz TRYBESof założone przez jedną z czołowych postaci tego gatunku – Lee Burridge’a; rosyjską wytwórnię Shanti Moscow Radio, czy francuską oficynę Lost Miracle zarządzaną przez Sébastiena Légera.